# Člankonošci
Člankonošci; Arthropoda, predstavljaju najbrojniju i najrasprostranjeniju skupinu beskralježnjaka.
Više od tri četvrtine današnjeg životinjskog svijeta pripada člankonošcima. Čine ih tri osnovne skupine: trorežnjaci (Trilobita), kliještari (Chelicerata) i čeljusnici (Mandibulata). U njih se ubrajaju rakovi, pauci, kukci i stonoge. Ime su dobili po člankovitim nogama.

## Građa tijela
Tijelo člankonožaca je kolutićavo, bilateralno simetrično. Kolutići su međusobno spojeni u dvije ili tri funkcionalne cjeline. Pokriveno je hitinskom pokrovom. Pokrov sprječava kontinuirani rast člankonožaca pa se oni moraju presvlačiti. Jednostavniji člankonošci se presvlače mnogo puta npr. raci, a kod složenijih člankonožaca npr. kukaca, broj presvlačenja je ograničen i događa se samo u stanju ličinke. Tri su glavna dijela tijela: glava, prsa i zadak. Glava i prsa srasli su u glavopršnjak. Zadak je člankovite građe. člankovite noge su parni izdanci na svakom kolutiću njihova tijela. Pauci imaju četiri para nogu koje su prekrivene dlakama (s pomoću njih osjeti kada je u blizini plijen).

## Disanje
Sustav za disanje ovisi o tome žive li člankonošci u vodi ili u zraku. Vodeni člankonošci dišu škrgama a zračni člankonošci dišu većinom uzdušnicama, trahejama.

## Krvotok
Optjecajni sustav je jednostavan, srce se nalazi s leđne strane iznad crijeva u prostoru odijeljenom od ostale tjelesne šupljine.

## Osjetila
Osjetila za opip, miris, sluh, ravnotežu i vid ovise o načinu života. Najjednostavniji mehanoreceptori su pokretne osjetne dlačice koje reagiraju na podražaje dodira, kretanja zraka, izmjena tlaka i sl. Kemoreceptori (osjetila mirisa) su najrazvijeniji kod kopnenih kukaca. Fotoreceptori (oči) člankonožaca čine retinularne stanice. Sastavljene oči (kukaca i rakova) sastoje se od većeg broja produljenih jednostavnih očiju, npr. oči obada zauzimaju čitavu leđnu i bočnu stranu glave. Neki kukci mogu proizvoditi glasove posebnim zvučnim, stridulacijskim, organima, npr. skakavci trenjem hrapavih dijelova krila i nogu ili cvrčci titranjem bubnjića.

## Razdioba
Podijeljeni su na 16 razreda i poseban red Symphyla u koji su uključeni rod Remysymphyla i porodice Scolopendrellidae i Scutigerellidae
1. Razred: Arachnida
2. Razred: Branchiopoda
3. Razred: Cephalocarida
4. Razred: Chilopoda
5. Razred: Collembola
6. Razred: Diplopoda
7. Razred: Diplura
8. Razred: Entognatha
9. Razred: Insecta
10. Razred: Malacostraca
11. Razred: Maxillopoda
12. Razred: Merostomata
13. Razred: Ostracoda
14. Razred: Pauropoda
15. Razred: Pycnogonida
16. Razred: Remipedia